# Aulo Cornélio Cosso
Aulo Cornélio Cosso (em latim: Aulus Cornelius Cossus) foi um político da gente Cornélia nos primeiros anos da República Romana eleito cônsul por duas vezes, em 428 e 413 a.C., com Tito Quíncio Peno Cincinato e Lúcio Fúrio Medulino respectivamente. Foi ainda tribuno consular em 426 a.C. e pontífice máximo em 431 a.C.
Na Batalha de Fidenas, Aulo matou em combate singular o rei de Veios, Tolúmnio, e por isso recebeu a spolia opima, a mais alta homenagem em Roma e que era realizada no Templo de Júpiter Ferétrio. Era reservada aos comandantes que matavam em batalha o comandante inimigo. Em toda a História de Roma, apenas três pessoas receberam a spolia opima: Rômulo, Cornélio Cosso e Marco Cláudio Marcelo, que matou em combate um rei dos gauleses.

## Batalha de Fidenas
O próprio Lívio, em Ab urbe condita, narra o episódio: 
| “ | Como a campanha teve pleno sucesso, por decreto do Senado e pela vontade do povo, o ditador voltou para Roma em triunfo. Mas o maior triunfo do espetáculo foi Cosso avançando com o spolia opima do rei morto. Em honra a Cosso, os soldados cantavam hinos de guerra, comparando-o a Rômulo. Com uma dedicação solene ritual, eles penduraram a doação dos espólios no Templo de Júpiter Ferétrio junto com a de Rômulo, o primeiro, e, depois daquele momento único, passaram a chamá-la de opime. Cosso então se juntou à guarda dos cidadãos, mantendo-os longe do carro do ditador, de forma que ele, quase que sozinho, colheu os frutos daquele dia solene. Por vontade do povo, o ditador ofereceu como um presente a Júpiter, no Capitólio, às custas do Estado, uma coroa de ouro com o peso de uma libra | ” |
|   | — Lívio, Ab urbe condita IV 17-19. |   |

. 
Mas seu relato criou alguns problemas de interpretação, pois Cosso aparece como um tribuno militar. Contudo, o próprio Lívio discute a incongruência:
| “ | Seguindo todos os escritores que me precederam, narrei Aulo Cornélio Cosso levando o segundo spolia opima ao Templo de Júpiter Ferétrio tendo a patente de tribuno militar. Mas, além do fato de que, tradicionalmente, só são considerados spolia opima os espólios tomados de um comandante de outro comandante e que só reconhecemos como comandante aquele sob cujos auspícios se faz uma guerra, esta mesma inscrição colocadas nos spolia refutam os outros e eu, revelando que Cosso era cônsul quando os dedicou. Como ouvi César Augusto, fundador e restaurador de todos os templos, recontar que havia lido pessoalmente esta inscrição num tecido peitoral de linho quando entrou no santuário de Júpiter Ferétrio, que ele havia reformado dos danos do tempo, senti que seria quase um sacrilégio privar Cosso do testemunho de seu spolia que nos dá César, que foi o restaurador do templo. Mas é justo que qualquer um tenha sua opinião pessoa sobre se houve ou não um erro, dado que tanto os anais antigos quando os rolos da magistratura, depositados no templo de Moneta, que Licínio Macro cita continuamente como fonte, reportam apenas nove anos depois o consulado de Aulo Cornélio Cosso juntamente com Tito Quíncio Peno. Mas um outro motivo para não mover uma batalha tão famosa daquele ano é que, na época do consulado de Aulo Cornélio, por cerca de três anos, não houve guerras por causa de uma epidemia e uma fome, tanto que alguns anais, quase que em sinal de luto, reportam apenas os nomes dos cônsules. Dois anos depois do consulado, Cosso aparece como tribuno com poderes consulares e, no mesmo ano, como mestre da cavalaria. Nesta função, ele travou outra famosa batalha equestre. | ” |
|   | — Lívio, Ab urbe condita IV 20. |   |

O próprio Lívio termina com seu veredito:
| “ | Sobre a questão, é possível fazer uma série de assunções, que para mim são todas inúteis, dato que o protagonista deste combate está assinado como o cônsul Aulo Cornélio Cosso, depois de haver depositado os espólios recém-conquistados na casa sagrada na presença de Júpiter, a quem foram dedicados, e de Rômulo, testemunhas de que o autor de uma falsificação não poderia certamente se safar facilmente. | ” |
|   | — Lívio, Ab urbe condita IV 20. |   |

## Primeiro consulado (428 a.C.)
Aulo Cornélio Cosso foi cônsul em 428 a.C. com Tito Quíncio Peno Cincinato, já em seu segundo mandato.
Durante seu mandato, Roma sofreu novamente uma crise de abastecimento e a irrupção de uma epidemia, o que favoreceu toda a sorte de superstições pela cidade. Os veios se aproveitaram da situação e realizaram vários raides em território romano, uma ação que só seria vingada no ano seguinte.

## Tribuno consular (426 a.C.)
Aulo Cornélio foi nomeado tribuno consular dois anos depois, novamente com Tito Quíncio e também com Marco Postúmio Albo Regilense e Caio Fúrio Pácilo Fuso, com o objetivo de enfrentar a guerra contra Veios.
Depois do alistamento, enquanto os outros três tribunos conduziam o exército em território etrusco, Aulo Cornélio Cosso ficou encarregado de guardar Roma. O resultado do confronto foi negativo para Roma, sobretudo pela incapacidade dos três tribunos de coordenarem suas próprias ações.
Em Roma, a notícia da derrota foi recebida com grande temor, tanto que o Senado decidiu nomear um ditador, recorrendo pela terceira vez à experiência de Mamerco Emílio Mamercino. Tito Quíncio atuou como legado e Aulo como mestre da cavalaria na campanha do ditador.

## Segundo consulado (413 a.C.)
Segundo Lívio, Cornélio foi novamente cônsul em 413 a.C., desta vez com Lúcio Fúrio Medulino. Diodoro Sículo e Cassiodoro indicaram como cônsul para aquele ano um Marco Cornélio Cosso, que pode ou não ser a mesma pessoa.
Os dois cônsules tiveram que lidar com os resultados do motim do ano anterior, que levou à morte o tribuno consular Marco Postúmio Regilense, declarando a pena capital a uns poucos soldados, que foram obrigados a se suicidar.